# Edie – Für Träume ist es nie zu spät
Edie – Für Träume ist es nie zu spät (Originaltitel: Edie) ist eine britische Tragikomödie von Simon Hunter, die am 26. Juni 2017 beim Edinburgh International Film Festival ihre Weltpremiere gefeiert hat. Deutscher Kinostart war am 23. Mai 2019.

## Handlung

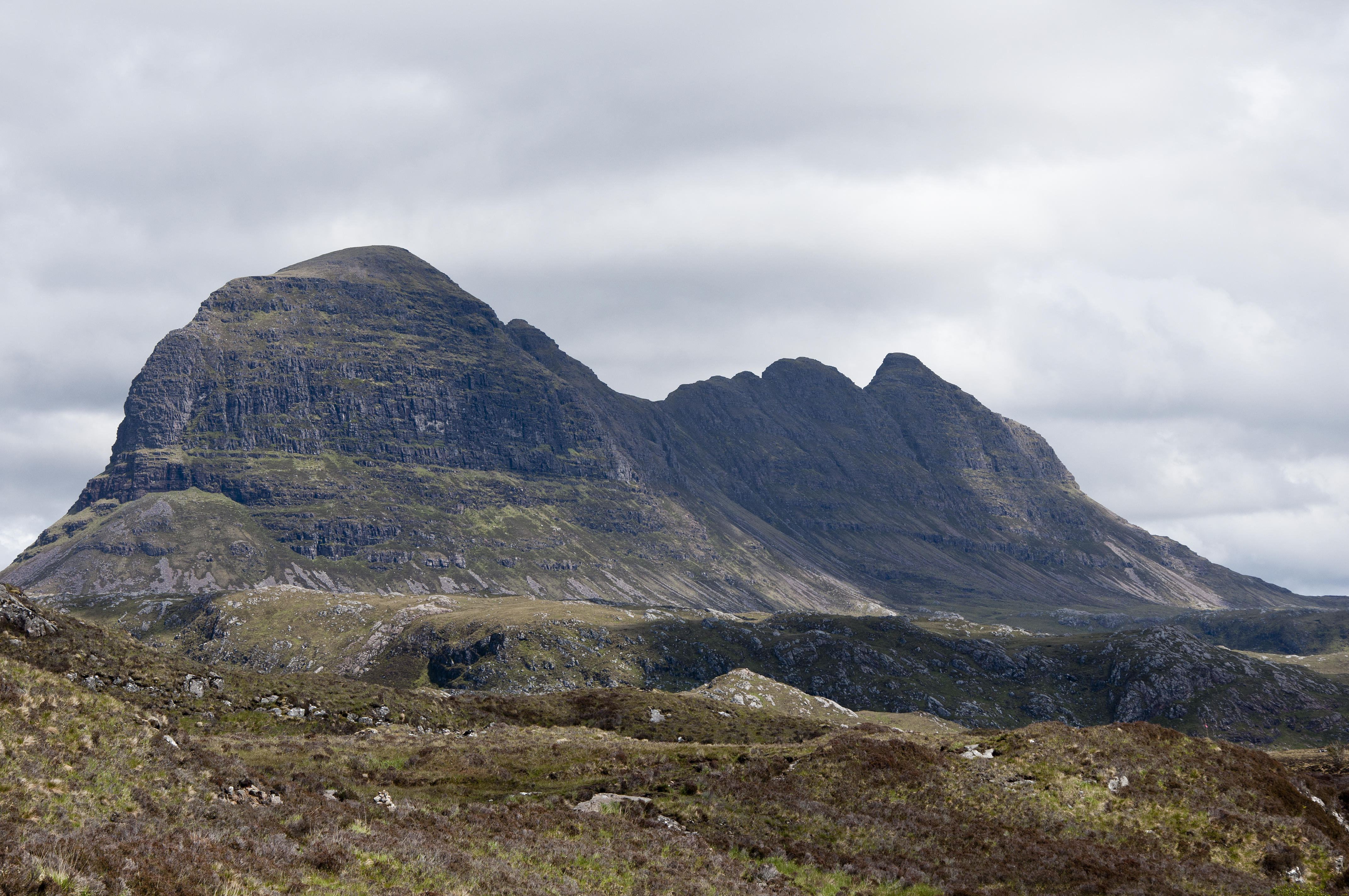
Der Suilven in den schottischen Northwest Highlands

Edith „Edie“ Moore ist eine 83-jährige Frau, die nach dem Tod ihres Ehemanns George in ein Altersheim ziehen soll. Das möchte zumindest ihre Tochter Nancy, die nicht glaubt, dass ihre Mutter allein zurechtkommt. Für Edie wäre das der Anfang vom Ende.
Kurzentschlossen packt sie ihren alten Wanderrucksack und beschließt in die schottischen Highlands zu reisen, um sich einen fast vergessenen Traum zu erfüllen: den Berg Suilven zu besteigen. Mit dem jungen Guide Jonny stürzt sie sich in das Abenteuer und kommt dabei schnell an ihre Grenzen, erreicht mit seiner Hilfe jedoch den Gipfel.

## Synchronisation
Die deutsche Synchronisation entstand bei der TaunusFilm Synchron GmbH Berlin nach einem Dialogbuch und der Dialogregie von Harald Wolff.
| Darsteller     | Synchronsprecher   | Rolle      |
| -------------- | ------------------ | ---------- |
| Sheila Hancock | Isabella Grothe    | Edie       |
| Kevin Guthrie  | Tim Knauer         | Jonny      |
| Amy Manson     | Marie-Isabel Walke | Fiona      |
| Paul Brannigan | Konrad Bösherz     | McLaughlin |
| Wendy Morgan   | Silke Matthias     | Nancy      |